# Zwerfsteneneiland

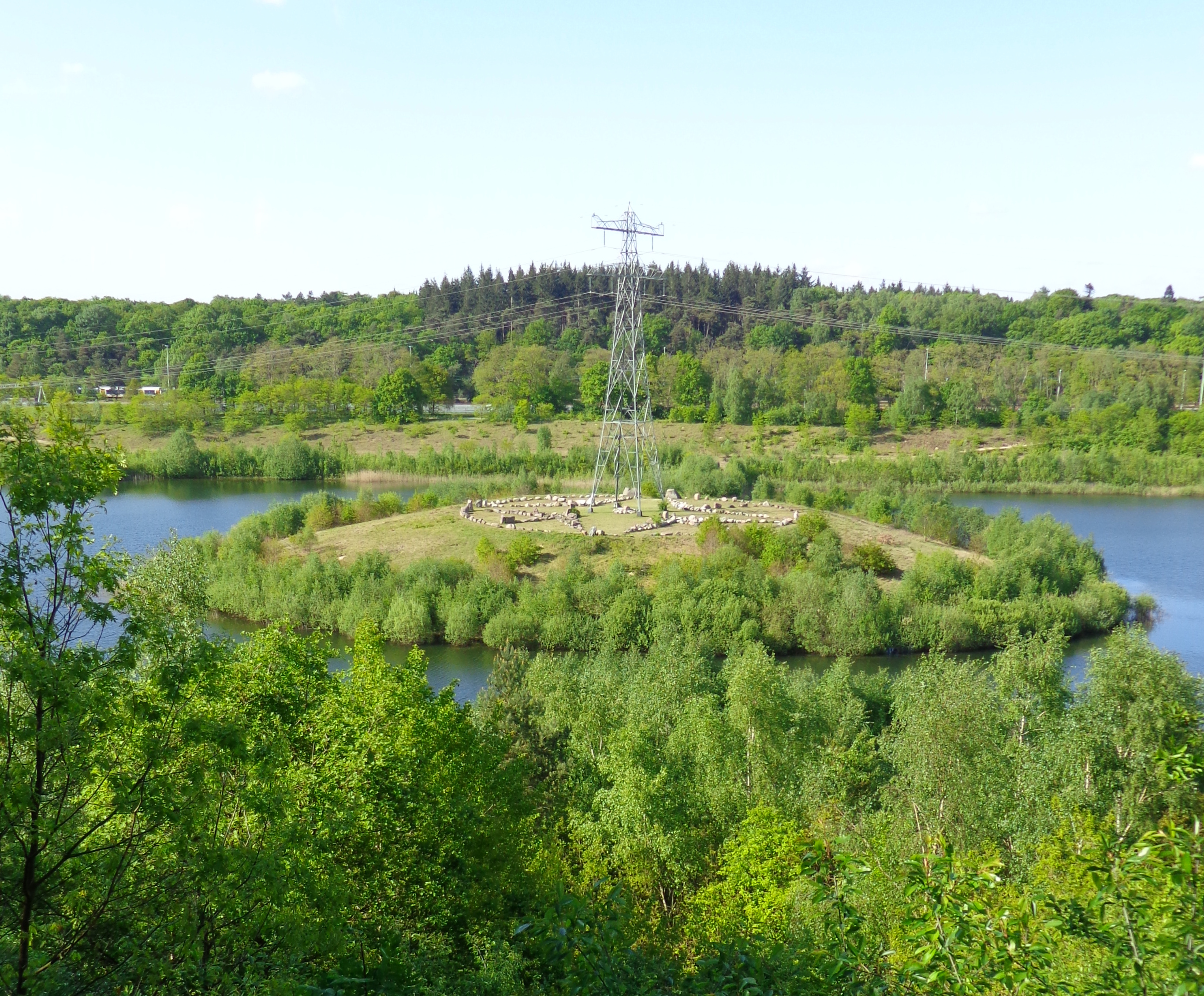
Zwerfsteneneiland

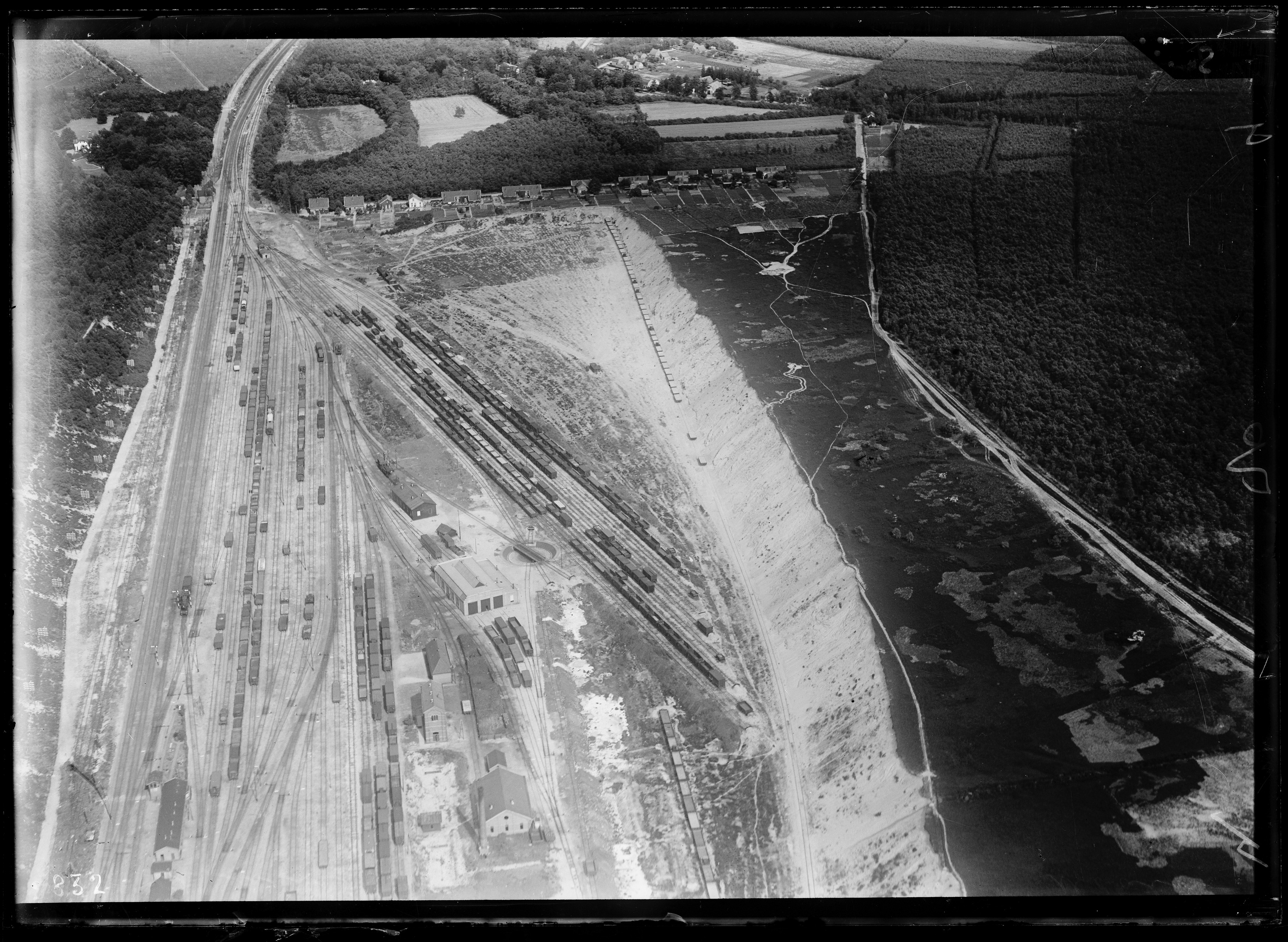
Luchtfoto uit de periode 1920-1940. In dit gebied ten westen van Maarn is tussen 1840 en 1845 de Utrechtse Heuvelrug doorgraven voor de aanleg van de Rhijnspoorweg en een halteplaats, waar tot 1972 Station Maarn lag. Het rangeerterrein is in 1901 aangelegd en in 1932 gesloten. Behalve de spoorlijn liggen in het gebied anno 2018 de A12 en Zanderij Maarn met Zwerfsteneneiland

Het zwerfsteneneiland is een aardkundig monument in de gemeente Utrechtse Heuvelrug in de Nederlandse provincie Utrecht. Het eiland ligt midden in Zanderij Maarn, een voormalige zandafgraving en zandgat ten noorden van de Maarnse Berg, ten westen van Maarn.

## Geschiedenis
Gedurende ruim anderhalve eeuw werd er hier door de Nederlandse Spoorwegen en zijn voorlopers zand afgegraven, beginnend tussen 1840 en 1845 met de doorgraving van de Utrechtse Heuvelrug voor de aanleg van de Rhijnspoorweg. Bij het afgraven vond men onder het oppervlak honderden grote zwerfstenen. Deze werden als ongewenst ervaren en in de hoek van de zanderij begraven.
In 1919 werd er reeds bij het station van Maarn door Jac. P. Thijsse een geologisch monument geplaatst. Op een later moment zijn deze stenen naar de Ruiterberg bij Doorn verplaatst. Bij de latere inrichting van het zwerfsteneneiland heeft de Vereniging Natuurmonumenten de zwerfstenen beschikbaar gesteld om in het aardkundig monument opgenomen te worden.
In 1995 herontdekte men circa 750 stenen in de zanderij en werd er door de werkgroep Geologisch Park Maarn geprobeerd om deze collectie stenen veilig te stellen. Onder leiding van de provincie Utrecht ontwierp men plannen om een aardkundig monument op te richten. Door de ontzander werd de zwerfkeienverzameling aan de provincie geschonken.
Op 17 november 1999 werd het aardkundig monument geopend.

## Beschrijving
Voor de entree van het eiland liggen betonnen restanten van de draaischijf van het rangeerterrein, waaromheen de stenen van J.P. Thijsse gedrapeerd zijn. Het eigenlijke zwerfsteneneiland is een eiland voor een hoogspanningsmast, en is toegankelijk via een dam. Op het eiland zijn de stenen naar ontwerp van Peter Enter gegroepeerd naar gesteentetype en neergelegd in de vorm van een windroos. Het eiland wordt permanent begraasd door twee Hollandse landgeiten.